# جيمس إي. دوفي جونيور
جيمس إي. دوفي جونيور (بالإنجليزية: James E. Duffy, Jr.)‏ هو محامي وقاضي أمريكي، ولد في 4 يونيو 1942.